# 中共十九大至二十大期间落马官员列表
本列表收录自2017年10月中共十九大至二十大期间落马的高级官员。
列表按涉案官员职级自高至低排序；职级相同的，按照中国共产党中央纪律检查委员会对外公布时间先后排序。
  仍在处理中  已处理完毕并公布结果
| 姓名        | 职务/原职务                                                                | 公布时间       | 现状                                                                 |
| 副国级      | 副国级                                                                     | 副国级         | 副国级                                                               |
| ----------- | -------------------------------------------------------------------------- | -------------- | -------------------------------------------------------------------- |
| 杨 晶       | 第十八届中共中央书记处书记、国务委员兼国务院秘书长                         | 2018年2月24日  | 留党察看一年、行政撤职，降为正部长级                                 |
| 正部级      |                                                                            |                |                                                                      |
| 鲁 炜       | 中共中央宣传部原副部长、中央网信办原主任                                   | 2017年11月21日 | 开除党籍、开除公职，判处有期徒刑14年                                 |
| 努尔·白克力 | 国家发改委党组成员、副主任，国家能源局党组书记、局长                       | 2018年9月21日  | 开除党籍、开除公职，判处无期徒刑                                     |
| 孟宏伟      | 公安部副部长                                                               | 2018年10月7日  | 开除党籍、开除公职，判处有期徒刑13年6个月                            |
| 赵正永      | 全国人大内务司法委员会原副主任委员、中共陕西省委原书记、省人大常委会原主任 | 2019年1月15日  | 开除党籍、取消待遇、判处死刑，缓期两年执行，限制減刑                 |
| 秦光荣      | 全国人大内务司法委员会原副主任委员、中共云南省委原书记、省人大常委会原主任 | 2019年5月9日   | 开除党籍、取消待遇，判处有期徒刑7年                                  |
| 刘士余      | 中华全国供销合作总社党组副书记、理事会主任                                 | 2019年5月19日  | 留党察看二年、政务撤职、降为一级调研员                               |
| 王富玉      | 贵州省政协原主席、党组书记                                                 | 2021年2月21日  | 开除党籍、取消待遇、判处死刑，缓期两年执行                           |
| 傅政华      | 全国政协社会和法制委员会副主任、司法部原部长                               | 2021年10月2日  | 开除党籍、开除公职、判处死刑，缓期两年执行，限制減刑                 |
| 沈德咏      | 全国政协社会和法制委员会主任、最高人民法院原常务副院长                     | 2022年3月21日  | 开除党籍、开除公职，判处有期徒刑15年                                 |
| 盛光祖      | 中国铁路总公司原总经理、党组书记，全国人大财政经济委员会原副主任委员       | 2022年3月25日  | 开除党籍、取消待遇、判处有期徒刑15年                                 |
| 肖亚庆      | 工业和信息化部党组书记、部长                                               | 2022年7月28日  | 开除党籍、政务撤职，降为一级主任科员，办理退休                       |
| 李 佳       | 山西省政协原主席、党组书记                                                 | 2022年8月26日  | 撤销党内职务、政务撤职，降为副省部级                                 |
| 副部級      |                                                                            |                |                                                                      |
| 刘 强       | 辽宁省副省长                                                               | 2017年11月23日 | 开除党籍、开除公职，判处有期徒刑12年                                 |
| 张杰辉      | 河北省人大常委会副主任                                                     | 2017年12月12日 | 开除党籍、开除公职，判处有期徒刑15年                                 |
| 冯新柱      | 陕西省副省长                                                               | 2018年1月3日   | 开除党籍、开除公职，判处有期徒刑15年                                 |
| 季缃绮      | 山东省副省长                                                               | 2018年1月4日   | 开除党籍、开除公职，判处有期徒刑14年                                 |
| 李贻煌      | 江西省副省长                                                               | 2018年1月17日  | 开除党籍、开除公职，判处有期徒刑18年                                 |
| 刘 君       | 广西壮族自治区政协原党组成员、副主席                                       | 2018年2月12日  | 开除党籍、行政撤职、降为副处级非领导职务                             |
| 王晓光      | 中共贵州省委原常委、副省长                                                 | 2018年4月1日   | 开除党籍、开除公职，判处有期徒刑20年                                 |
| 白向群      | 内蒙古自治区政府副主席                                                     | 2018年4月25日  | 开除党籍、开除公职，判处有期徒刑16年                                 |
| 蒲 波       | 贵州省副省长                                                               | 2018年5月4日   | 开除党籍、开除公职，判处无期徒刑                                     |
| 张少春      | 财政部原党组副书记、副部长                                                 | 2018年5月7日   | 开除党籍、开除公职，判处有期徒刑15年                                 |
| 孙 波       | 中国船舶重工集团党组副书记、总经理                                         | 2018年6月16日  | 开除党籍、开除公职，判处有期徒刑12年                                 |
| 曾志权      | 中共广东省委常委、统战部部长                                               | 2018年7月11日  | 开除党籍、开除公职，判处无期徒刑                                     |
| 艾文礼      | 河北省政协原副主席                                                         | 2018年7月31日  | 开除党籍，判处有期徒刑8年                                            |
| 陈质枫      | 天津市原副市长                                                             | 2018年8月7日   | 留党察看二年处分，按副厅级确定其退休待遇                             |
| 吴 浈       | 原国家食品药品监督管理总局副局长                                           | 2018年8月16日  | 开除党籍、开除公职，判处有期徒刑16年                                 |
| 王 铁       | 河南省人大常委会党组副书记、副主任                                         | 2018年8月17日  | 开除党籍、政务撤职、降为副处级非领导职务、办理退休手续               |
| 王尔智      | 吉林省政协原副主席、党组原副书记                                           | 2018年8月25日  | 开除党籍、开除公职，判处有期徒刑14年                                 |
| 李士祥      | 北京市政协原副主席、党组副书记                                             | 2018年9月15日  | 开除党籍、取消待遇，判处有期徒刑10年                                 |
| 靳绥东      | 河南省政协原副主席、党组副书记                                             | 2018年9月18日  | 开除党籍、取消待遇、判处有期徒刑15年                                 |
| 邢 云       | 内蒙古自治区人大常委会原副主任                                             | 2018年10月25日 | 开除党籍、取消待遇、判处死刑，缓期两年执行，限制減刑                 |
| 钱引安      | 中共陕西省委常委、秘书长                                                   | 2018年11月1日  | 开除党籍、开除公职，判处有期徒刑14年                                 |
| 缪瑞林      | 江苏省副省长                                                               | 2018年11月15日 | 开除党籍、开除公职，判处有期徒刑10年6个月                            |
| 李建华      | 甘肃省人大常委会原党组副书记、副主任                                       | 2018年12月18日 | 开除党籍、政务撤职、降为副处级非领导职务、办理退休手续               |
| 陈 刚       | 中国科学技术协会党组成员、书记处书记                                       | 2019年1月6日   | 开除党籍、开除公职，判处有期徒刑15年                                 |
| 张茂才      | 山西省人大常委会原副主任                                                   | 2019年3月2日   | 开除党籍、开除公职，判处有期徒刑15年                                 |
| 魏传忠      | 原国家质量监督检验检疫总局党组成员、副局长                                 | 2019年3月15日  | 开除党籍、取消待遇，判处无期徒刑                                     |
| 彭宇行      | 四川省副省长                                                               | 2019年4月28日  | 开除党籍、政务撤职、降为四级调研员                                   |
| 向力力      | 湖南省人大常委会副主任                                                     | 2019年5月17日  | 开除党籍、开除公职，判处有期徒刑15年                                 |
| 云光中      | 中共内蒙古自治区党委常委、呼和浩特市委书记                                 | 2019年6月11日  | 开除党籍、开除公职，判处有期徒刑14年                                 |
| 杨克勤      | 吉林省人民检察院党组书记、检察长                                           | 2019年7月17日  | 开除党籍、开除公职，判处有期徒刑13年                                 |
| 胡怀邦      | 国家开发银行原党委书记、董事长                                             | 2019年7月31日  | 开除党籍、取消待遇，判处无期徒刑                                     |
| 徐 光       | 河南省人民政府党组成员、副省长                                             | 2019年8月24日  | 开除党籍、开除公职，判处有期徒刑11年                                 |
| 张 坚       | 安徽省高级人民法院原党组书记、院长                                         | 2019年8月25日  | 开除党籍、取消待遇，判处有期徒刑15年                                 |
| 李 谦       | 河北省人民政府党组成员、副省长                                             | 2019年8月27日  | 开除党籍、开除公职，判处有期徒刑13年                                 |
| 张 琦       | 中共海南省委常委、海口市委书记                                             | 2019年9月6日   | 开除党籍、开除公职，判处无期徒刑                                     |
| 姜国文      | 哈尔滨市政协主席、党组书记                                                 | 2019年9月24日  | 开除党籍、开除公职，判处无期徒刑                                     |
| 李庆奎      | 中国南方电网有限责任公司原党组书记、董事长                                 | 2019年10月22日 | 留党察看两年处分，中国南方电网有限责任公司总部部门副职确定其退休待遇 |
| 云公民      | 中国华电原党组副书记、总经理                                               | 2019年10月24日 | 开除党籍、开除公职，判处死刑、缓期两年执行，限制減刑                 |
| 马 明       | 内蒙古自治区政协党组成员、副主席                                           | 2019年12月1日  | 开除党籍、开除公职，判处无期徒刑                                     |
| 赵仕杰      | 云南省高级人民法院原党组书记、院长                                         | 2019年12月14日 | 留党察看一年，按二级巡视员确定退休待遇                               |
| 陈国强      | 原陕西省人民政府秘书长，副省长                                             | 2020年1月4日   | 开除党籍、开除公职，判处有期徒刑13年                                 |
| 张志南      | 中共福建省委常委、福建省人民政府副省长                                     | 2020年4月12日  | 开除党籍、开除公职，判处有期徒刑14年                                 |
| 孙力军      | 公安部党委委员、副部长                                                     | 2020年4月19日  | 开除党籍、开除公职、判处死刑，缓期两年执行，限制減刑                 |
| 张 和       | 中共河北省委原常委、河北省人民政府原副省长                                 | 2020年4月29日  | 开除党籍、按四级调研员确定其退休待遇                                 |
| 胡问鸣      | 原中国船舶重工集团有限公司党组书记、董事长                                 | 2020年5月12日  | 开除党籍、取消待遇，判处有期徒刑13年                                 |
| 任 华       | 新疆维吾尔自治区人民政府副主席                                             | 2020年6月1日   | 开除党籍、开除公职，判处有期徒刑14年                                 |
| 邓恢林      | 重庆市人民政府副市长、市公安局局长                                         | 2020年6月14日  | 开除党籍、开除公职，判处有期徒刑15年                                 |
| 王 勇       | 海南省政协副主席                                                           | 2020年7月13日  | 开除党籍、开除公职，判处无期徒刑                                     |
| 刘国强      | 辽宁省政协原副主席                                                         | 2020年7月13日  | 开除党籍、取消待遇、判处死刑，缓期两年执行，限制減刑                 |
| 李金早      | 文化和旅游部党组副书记、副部长                                             | 2020年7月29日  | 开除党籍、开除公职，判处有期徒刑15年                                 |
| 龚道安      | 上海市人民政府副市长、市公安局局长                                         | 2020年8月18日  | 开除党籍、开除公职，判处无期徒刑                                     |
| 李 伟       | 北京市政协副主席                                                           | 2020年8月25日  | 开除党籍、开除公职，判处有期徒刑9年                                  |
| 文国栋      | 青海省人民政府副省长、中共海西州委书记、柴达木循环经济试验区党工委书记     | 2020年9月6日   | 开除党籍、开除公职，判处有期徒刑11年                                 |
| 史文清      | 江西省人大常委会原副主任                                                   | 2020年9月21日  | 开除党籍、取消待遇、判处死刑，缓期两年执行                           |
| 董 宏       | 中央巡视组原副部级巡视专员                                                 | 2020年10月2日  | 开除党籍、取消待遇、判处死刑，缓期两年执行                           |
| 王立科      | 中共江苏省委常委、政法委书记                                               | 2020年10月24日 | 开除党籍、开除公职、判处死刑，缓期两年执行，限制減刑                 |
| 童道驰      | 中共海南省委常委、三亚市委书记                                             | 2020年11月1日  | 开除党籍、开除公职、判处死刑，缓期两年执行                           |
| 李文喜      | 辽宁省政协原副主席                                                         | 2021年1月25日  | 开除党籍、开除公职、判处死刑，缓期两年执行，限制減刑                 |
| 宋 亮       | 中共甘肃省委常委、常务副省长                                               | 2021年2月1日   | 开除党籍、开除公职，判处无期徒刑                                     |
| 张新起      | 山东省人大常委会原副主任                                                   | 2021年2月23日  | 开除党籍、取消待遇，判处无期徒刑                                     |
| 彭 波       | 中央防范和处理邪教问题领导小组办公室原副主任                               | 2021年3月13日  | 开除党籍、取消待遇，判处有期徒刑14年                                 |
| 尹家绪      | 中国兵器工业集团有限公司原党组书记、董事长                                 | 2021年4月4日   | 开除党籍、取消待遇、移送司法机关依法审查起诉                         |
| 刘新云      | 山西省人民政府副省长、省公安厅厅长                                         | 2021年4月4日   | 开除党籍、开除公职，判处有期徒刑14年                                 |
| 肖 毅       | 江西省政协副主席                                                           | 2021年5月10日  | 开除党籍、开除公职，判处无期徒刑                                     |
| 甘荣坤      | 中共河南省委常委、政法委书记                                               | 2021年6月1日   | 开除党籍、开除公职、判处无期徒刑                                     |
| 蒙永山      | 青海省人民检察院检察长、党组书记                                           | 2021年6月2日   | 开除党籍、开除公职、判处有期徒刑11年。                               |
| 刘川生      | 北京师范大学党委原书记                                                     | 2021年7月8日   | 开除党籍，按六级职员调整退休待遇                                     |
| 徐 鸣       | 国家粮食局原党组成员、副局长                                               | 2021年7月13日  | 开除党籍、取消待遇，判处有期徒刑15年                                 |
| 宋太平      | 河北省人大常委会原副主任                                                   | 2021年7月25日  | 开除党籍、取消待遇、判处有期徒刑十四年                               |
| 蔡鄂生      | 中国银行业监督管理委员会原副主席                                           | 2021年7月30日  | 开除党籍、取消待遇、判处死刑、缓期二年执行，限制減刑                 |
| 周江勇      | 中共浙江省委常委、杭州市委书记                                             | 2021年8月21日  | 开除党籍、开除公职，判处死刑、缓期二年执行                           |
| 薛 恒       | 辽宁省政协原副主席、党组成员                                               | 2021年8月23日  | 开除党籍、取消待遇、判处有期徒刑17年                                 |
| 龚建华      | 江西省人大常委会副主任                                                     | 2021年11月29日 | 开除党籍、开除公职，判处有期徒刑15年                                 |
| 张敬华      | 中共江苏省委原副书记 、江苏省政协党组副书记                                | 2021年12月1日  | 开除党籍、开除公职、判处有期徒刑14年                                 |
| 张永泽      | 西藏自治区政府副主席                                                       | 2022年1月8日   | 开除党籍、开除公职、判处有期徒刑14年                                 |
| 王 滨       | 中国人寿保险（集团）公司党委书记、董事长                                   | 2022年1月8日   | 开除党籍、开除公职，判处死刑、缓期二年执行，限制減刑                 |
| 刘宏武      | 广西壮族自治区政府副主席                                                   | 2022年1月14日  | 开除党籍、开除公职、判处有期徒刑15年                                 |
| 王铭晖      | 四川省人大常委会副主任                                                     | 2022年1月22日  | 开除党籍、开除公职、判处有期徒刑16年                                 |
| 谢计来      | 河北省人大常委会原副主任                                                   | 2022年1月26日  | 开除党籍、取消待遇、判处有期徒刑15年                                 |
| 宋希斌      | 黑龙江省人大常委会副主任                                                   | 2022年1月26日  | 开除党籍、开除公职、判处有期徒刑14年                                 |
| 李国华      | 中国联合网络通信集团有限公司原党组副书记、总经理                           | 2022年2月18日  | 开除党籍、取消待遇、判处有期徒刑十六年                               |
| 曹广晶      | 湖北省人民政府副省长                                                       | 2022年2月24日  | 开除党籍、开除公职、判处无期徒刑                                     |
| 陈家东      | 厦门市人大常委会原主任、党组书记                                           | 2022年2月25日  | 开除党籍、开除公职，判处无期徒刑                                     |
| 王大伟      | 辽宁省人民政府副省长、省公安厅厅长                                         | 2022年3月1日   | 开除党籍、开除公职、判处死刑，缓期二年执行，限制減刑                 |
| 刘彦平      | 中央纪委国家监委驻国家安全部纪检监察组原组长                               | 2022年3月12日  | 开除党籍、开除公职、判处死刑，缓期两年执行，限制減刑                 |
| 黄 毅       | 云南省政协原党组成员、副主席                                               | 2022年3月24日  | 开除党籍、取消待遇，判处有期徒刑13年                                 |
| 郝春荣      | 辽宁省人民政府副省长                                                       | 2022年3月29日  | 开除党籍、开除公职，判处有期徒刑12年                                 |
| 李杰翔      | 中共青海省委常委，省人大常委会副主任、党组书记                             | 2022年4月7日   | 开除党籍、开除公职、判处无期徒刑                                     |
| 孙远良      | 辽宁省政协原副主席                                                         | 2022年4月9日   | 开除党籍、取消待遇、判处死刑，缓期二年执行                           |
| 于鲁明      | 北京市政协副主席                                                           | 2022年4月16日  | 开除党籍、开除公职，判处有期徒刑11年                                 |
| 胡毅峰      | 内蒙古自治区高级人民法院原党组书记、院长                                   | 2022年4月22日  | 开除党籍、开除公职、判处有期徒刑14年                                 |
| 李泽峰      | 宁夏回族自治区政协原党组成员、副主席                                       | 2022年5月30日  | 留党察看一年、政务撤职，降为二级巡视员                               |
| 陈如桂      | 广东省人大常委会党组成员、副主任                                           | 2022年6月1日   | 开除党籍、开除公职、判处无期徒刑                                     |
| 张本才      | 上海市人民检察院检察长                                                     | 2022年6月1日   | 开除党籍、开除公职、判处有期徒刑14年                                 |
| 孙国相      | 辽宁省人大常委会副主任                                                     | 2022年6月2日   | 开除党籍、开除公职、判处无期徒刑                                     |
| 张务锋      | 国家粮食和物资储备局原党组书记、局长                                       | 2022年6月15日  | 开除党籍、开除公职、判处有期徒刑十年                                 |